# PBV Anderten
Der PBV Anderten (offiziell: 1. Pool Billard Verein Anderten e. V.) war ein 1988 gegründeter Billardverein aus dem hannoverschen Stadtteil Anderten.

## Geschichte
1988 wurde in Lauenau der 1. Pool-Billard-Verband Lauenau gegründet. Nachdem der Verein zunächst keine feste Spielstätte hatte, nutzte er ab 1994 den King’s Club in Anderten und wurde in PBV Anderten umbenannt.
Vier Jahre später stieg der Verein erstmals in die 2. Bundesliga auf. 2001 stieg der PBV Anderten als Erstplatzierter der 2. Bundesliga in die 1. Bundesliga auf.
Ein Jahr später wurde man im Finale gegen den PBC Dessau Europameister. In der Liga kam man 2002 und 2003, hinter Dessau beziehungsweise dem 1. PBC Fulda, auf den zweiten Platz.
Nachdem der Verein ab Sommer 2003 aufgrund der Auflösung des King’s Club erneut keine feste Spielstätte hatte, wurde dieser im Januar 2004 als Queens Club neu eröffnet und dient seitdem wieder als Spielort.
Im Sommer 2004 unterlag der PBV Anderten im Finale der Vereins-EM dem 1. PBC Fulda. In der Bundesliga wurde man Fünfter.
Nachdem man 2005 noch den dritten Platz erreicht hatte, folgte in der Saison 2005/06 der achte Platz und somit der Abstieg in die zweite Liga.
Dort wurde die Mannschaft 2007 Vierter, bevor sie 2008 als Achtplatzierter in die Oberliga abstieg. In der Oberliga belegte der PBV Anderten in der Saison 2010/11 den sechsten Platz, 2012 folgte mit dem zweiten Platz der Aufstieg in die Regionalliga. Dort verpasste der Verein 2013 als Zweitplatzierter hinter den Billardfreunden Bremen und 2015 mit drei Punkten Abstand auf die zweite Mannschaft des PBC Schwerte nur knapp die Rückkehr in die zweite Liga.
In der Regionalligamannschaft des PBV Anderten spielen in der Saison 2015/16 Kai Burkhardt, Alex Kirsten, Hai Long Le, Muhammed-Ali Pak und Steffen Sellnau.
Oliver Ortmann und Veronika Ivanovskaia wurden 2003 beziehungsweise 2010 als Spieler des PBV Anderten deutsche Meister im Einzel.
Der Verein wurde zum 30. November 2019 aufgelöst.

### Snooker
Die Snooker-Sparte des PBV Anderten wurde 1999 gegründet und stieg 2001 in die 2. Bundesliga auf. Dort stieg man jedoch in der Saison 2001/02 mit nur einem Sieg wieder ab.
In der Saison 2010/11 wurde die Mannschaft Zweiter in der Oberliga. 2012 und 2015 belegte sie den dritten Platz, wohingegen sie 2013 und 2014 als Viertplatzierter nur knapp den Klassenerhalt schaffte.

## Platzierungen seit 2010
| Poolbillard | Poolbillard                | Poolbillard |
| Saison      | Liga (Spielklasse)         | Platz       |
| ----------- | -------------------------- | ----------- |
| 2010/11     | Oberliga Niedersachsen (4) | 6           |
| 2011/12     | Oberliga Niedersachsen (4) | 2           |
| 2012/13     | Regionalliga Nord (3)      | 2           |
| 2013/14     | Regionalliga Nord (3)      | 5           |
| 2014/15     | Regionalliga Nord (3)      | 2           |
| 2015/16     | Regionalliga Nord (3)      |             |

| Snooker | Snooker                    | Snooker |
| Saison  | Liga (Spielklasse)         | Platz   |
| ------- | -------------------------- | ------- |
| 2010/11 | Oberliga Niedersachsen (3) | 2       |
| 2011/12 | Oberliga Niedersachsen (3) | 3       |
| 2012/13 | Oberliga Niedersachsen (3) | 4       |
| 2013/14 | Oberliga Niedersachsen (3) | 4       |
| 2014/15 | Oberliga Niedersachsen (3) | 3       |
| 2015/16 | Oberliga Niedersachsen (3) |         |

## Ehemalige Spieler
(Auswahl)
| - Detlef Heine - Fitim Haradinaj - Veronika Ivanovskaia - Oliver Ortmann - Martin Poguntke | - Andreas Roschkowsky - Philip Rüthemann - Michael Schmidt - Thorsten Schober - Christian Weigoni - Sven Pietsch |